# Wilhelm Brandes
Pour les articles homonymes, voir Brandes.

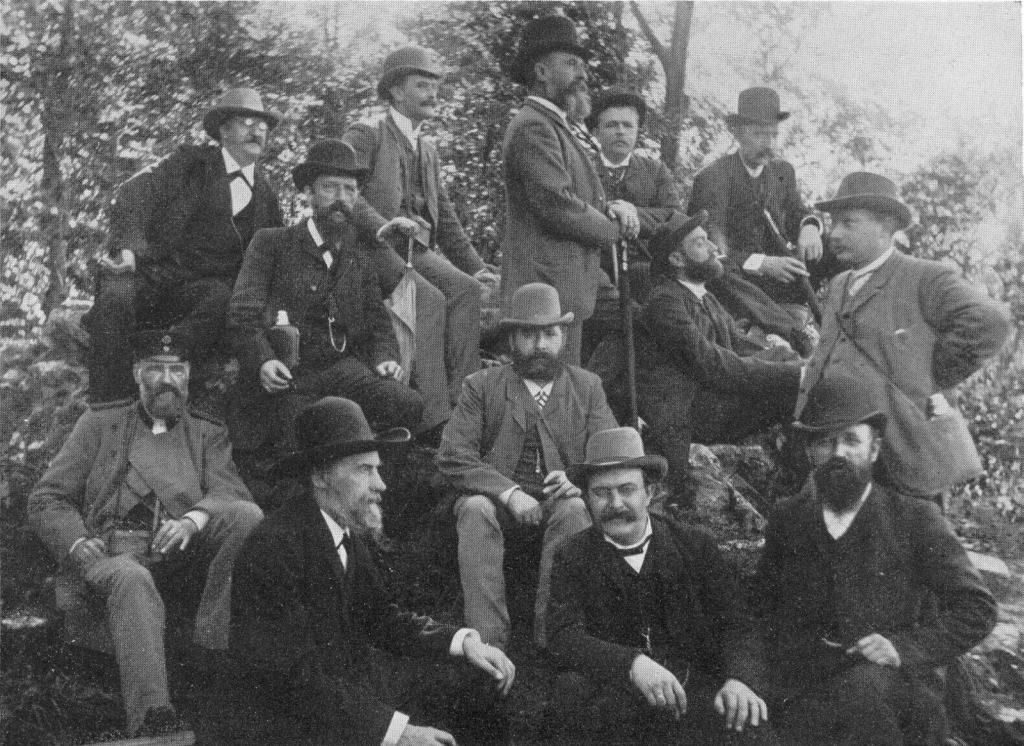
Les honnêtes Kleiderseller de Brunswick le 21 septembre 1890. Rangée du bas : Wilhelm Raabe, Wilhelm Brandes, Heinrich Büssing.

Wilhelm Brandes (né le 21 juillet 1854 à Braunlage et mort le 6 février 1928 à Wolfenbüttel) est un écrivain allemand et philologue classique. C'est un ami proche et un biographe de Wilhelm Raabe.

## Biographie
Le fils d'un forestier du district du Harz étudie au Martino-Katharineum de Brunswick à partir de 1864. À partir de 1872, il étudie la philologie classique à l'Université de Göttingen et en 1876, il obtient son doctorat de l'Université de Leipzig. Il enseigne ensuite dans son ancienne école à Brunswick et enseigne également sur la littérature allemande entre 1889 et 1896 au TH Brunswick .
Au début des années 1880, Brandes rencontre le poète Wilhelm Raabe, qui vit à Brunswick depuis 1870, et devient son ami et confident. Dans le cercle sociable des Kleiderseller rassemblés autour de Raabe, il joue le rôle de «Bard Brandanus» avec des ballades humoristiques.
En 1893, Brandes devient directeur du lycée de Wolfenbüttel, où il continue à avoir des contacts étroits avec Raabe. Brandes prononce un discours commémoratif lors de ses funérailles en 1910. En 1911, il fonde la «Société des amis de Wilhelm Raabe» avec plusieurs dignitaires de Brunswick. Brandes prend sa retraite en 1921 et meurt à Wolfenbüttel en 1928. Sa fille Käthe est mariée à l'historien de Wolfenbüttel et directeur des archives Hermann Voges (de).
Une rue de Wolfenbüttel porte son nom. Dans le quartier de Geestemünde de Bremerhaven, près de l'école Wilhelm Raabe, une rue porte également le nom de Brandes.

## Œuvres (sélection)
En 1901 parut la biographie de Wilhelm Raabe, Sieben Kapitel zum Verständnis und zur Würdigung des Dichters. En 1912, il publie des poèmes de la succession de Raabe et de 1913 à 1916 il participe à la première édition complète des œuvres de Raabe en 18 volumes.
- Über das frühchristliche Gedicht "Laudes domini (de)" : nebst einem Excurse: Die Zerstörung von Autum unter Claudius II. Meyer, Brunswick, 1887 (Online)
- Balladen. J. G. Cotta, Stuttgart 1908; G. Kallmeyer, Wolfenbüttel, 1927, DNB 573895147.
- Vor fünfzig Jahren in einem braunschweigischen Forsthause. Kindheitserinnerungen. J. Zwissler, Wolfenbüttel, 1924, DNB 573895155.
- Braunschweigs Anteil an der Entwicklung der deutschen Literatur. J. Zwissler, Wolfenbüttel, 1924, DNB 573895139.